# ارنشت (آلمان)
ارنشت (آلمان) (به آلمانی: Ernst) یک شهر در آلمان است که در کوخم-تسل واقع شده‌است. ارنشت ۵۹۶ نفر جمعیت دارد.